# Daniel Christensen
Daniel Cristensen (født 19. september 1988) er en dansk tidligere professionel fodboldspiller som nåede 170 Superliga kampe, og som der sluttede karrieren i Vendsyssel FF i den danske 1. division.

## Karriere
Daniel Christensens karriere begyndte i AaB, hvor han fra 2008 til 2011 spillede 28 kampe. Derpå gik turen til Sønderjyske, hvor han opnåede 45 kampe, inden han i 2014 fortsatte til AGF. Her spillede han 80 kampe i to sæsoner, hvorpå karrieren fortsatte i belgiske KVC Westerlo. Det blev til 18 kampe i den belgiske klub, hvorefter han vendte tilbage til Danmark og superligaklubben Vendsyssel FF. I den første sæson her rykkede klubben ned, og da Christensens kontrakt udløb i sommeren 2020, valgte han at indstille fodboldkarrieren for at forfølge en civil karriere som ejendomsmægler. Nu Centerleder i PadelPadel i Aalborg.